# Rodrigo Luis de Borja y de Castre-Pinós
Rodrigo Luis de Borja y de Castre-Pinós (ur. w 1524 w Gandii, zm. 6 sierpnia 1537 tamże) – hiszpański kardynał.

## Życiorys
Urodził się w 1524 roku w Gandii, jako syn Juana Borjy y Enriqueza i Francisci de Castro y de Pinós (jego przyrodnimi braćmi byli Franciszek Borgiasz i Enrique de Borja y Aragón). W wieku 6 lat odziedziczył po ojcu baronię w Navarrés. W 1533 roku wstąpił do zakonu rycerskiego z Santiago. 22 grudnia 1536 roku został kreowany kardynałem diakonem i otrzymał diakonię San Nicola in Carcere. Zmarł 6 sierpnia 1537 roku w Gandii.